# Jean Mégret
Pour les articles homonymes, voir Mégret.
Jean Mégret (1912-1991) est un avocat français qui a beaucoup contribué à l'avancement du droit rural.

## Biographie
Jean Mégret, Docteur en Droit, s’est inscrit au Barreau de Paris en 1935. Après la guerre de 39-45, à un moment où l’agriculture se dote d’une législation et d’une réglementation autonome, il comprend que nous assistons à l’émergence  d’un droit moderne agricole visant à assurer à tous ceux qui exerçaient la profession d’agriculteur un niveau de vie comparable à celui des autres secteurs économiques : le droit rural.
Très vite il crée, en 1950, à Paris, l’Institut des hautes études de droit rural et d'économie agricole (IHEDREA), avec la participation de toutes les Organisations Professionnelles Agricoles dont la FNSEA, les Chambres d’agriculture, etc.  au sein du Comité de Patronage. 
En France, en Europe et dans le monde, c’est le seul établissement supérieur dans lequel sont enseignées les sciences humaines concernant l’agriculture. Les finances, le marketing, les IAA, la commercialisation, la gestion, les langues sont les matières enseignées comme le droit et l’économie et y prennent une place de plus en plus importante.
En 1957, Jean Mégret crée deux nouvelles institutions :
- L’Association Française de Droit Rural (AFDR), fédération d’Association régionales regroupant à parité  Universitaires, Praticiens et Professionnels  du Droit rural. Actuellement l’AFDR compte 16 Sections régionales ;
- Le Comité Européen de Droit Rural (CEDR), qui à l’image de l’AFDR est une fédération d’Associations Nationales des pays non seulement de l’Union Européenne mais également de pays observateurs tels que : les États-Unis, le Canada, l’Australie, la Chine, la Colombie, le Japon, la Côte d’Ivoire, etc.

Doctrinaire, et homme de sciences, il a en qualité de Directeur de l'IHEDREA:
- publié en 1969 Le Droit rural dans la collection Que sais-je, aux Presses Universitaires de France, traduit en plusieurs langues notamment en Japonais dont le Droit rural s’inspire de notre Droit national;
- publié en 1973 et 1978, le premier Traité de Droit Agraire paru en France, aux Éditions Techniques en trois volumes;
- collaboré en 1990 à l’ouvrage Droit de l’exploitation agricole, paru aux Éditions Lavoisier.

Il a également collaboré pendant de longues années à de nombreuses Revues Judiciaires et commenté dès leur publication les textes votés par le Parlement en matière agraire. Dès 1970, il a créé, avec Jean-Gaston Moore de la Gazette du Palais, une Gazette (de droit rural) Verte. Il s’est illustré à de très nombreux Colloques et Conférences tant en France, qu’en Europe que dans le monde entier.

## Distinctions[1]
- Chevalier de la Légion d’honneur
- Officier dans l’Ordre National du Mérite
- Commandeur des Palmes Académiques
- Commandeur du Mérite Agricole
- Commandeur du Mérite de la République Italienne
- Grand Commandeur Mérite Agricole de l’État Espagnol
- Officier de la Couronne du Mérite de Belgique
- Docteur « Honoris causa » de l’Académie de Chine, etc.

À son décès, en 1991, il était également depuis de nombreuses années Membre permanent de l'Académie d'agriculture de France.